# Ulrikka Eleonora Nørgaard
Ulrikka Eleonora "Ellinor" Nørgaard, født Boesen (født 21. juni 1904 i Maribo) var en meget læst dansk børnebogsforfatter i mellemkrigstiden, idet hun skrev en stor del af de dramatiske historiske fortællinger i OTA-bøgerne, en af periodens mest succesfulde danske børnebogsserier. 
Hun skrev dog under pseudonymet "Ada Hensel", som hun delte med sin søster Caja Gudrun Boesen. Begge søstre var flittige og karakteristiske forfattere til OTA-bøgernes fortællinger, som udviklede sig til en egen undergenre i tidens børnelitteratur.

## Levnedsløb
Ulrikka Eleonora (kaldt Ellinor) blev født i 1904 i Maribo som det ældste barn i en søskendeflok på i alt syv. Forældrene var Andreas og Caja Boesen. Faderen var direktør for havregrynsfabrikken Avena (det senere OTA) i Maribo. Da havremøllen brændte i 1913, flyttede produktionen og dermed familien til Nakskov, hvor en ny mølle blev opført.

### Student fra Nakskov Gymnasium - efter nogen dramatik
Ellinor startede i 1919 i 1.g i det kommunale Nakskov Gymnasium, hvorfra hun i 1922 blev student - dog først efter nogen dramatik i løbet af hendes gymnasietid. Gymnasiet var oprettet året før, i 1918, hvor de første få elever var startet i 1.g, og Ellinor kom således til at tilhøre gymnasiets anden årgang. Skolen var fra starten genstand for kontroverser i byen, hvor flere mente, at det var for dyrt for byens skatteborgere at skulle bekoste et gymnasium. Det var derfor en meget prekær situation for gymnasiet og dets støtter, da de tre eneste elever på den første årgang, der fuldførte 3.g (alle tre kvinder), i 1921 blev eksamineret til studentereksamen ved Københavns Universitet, og de to af dem dumpede! Det gav gymnasiets lokale modstandere vind i sejlene, og skolens fremtid var ligefrem i fare få år efter stiftelsen. Der blev iværksat en kampagne for at få forældrene til at tage de få resterende elever ud af gymnasiet, så det blev tvunget til at lukke. Borgmester Sophus Bresemann kæmpede dog energisk for gymnasiet, og flere af forældrene til de tilbageværende gymnasieelever i de to yngre klasser støttede også skolens fortsatte eksistens. Det gjaldt ikke mindst Ellinors far, OTAs direktør Andreas Boesen, der på et forældremøde holdt en kraftfuld og klog forsvarstale for gymnasiet, der var med til at overbevise nogle af de tvivlende forældre. Nakskov Gymnasium overlevede derfor og fortsatte efter sommerferien 1921 med tre elever på hvert klassetrin, heriblandt Ellinor, der nu kom til at gå i 3.g. Den kommende studentereksamen for hende og hendes to klassekammerater i 1922 blev imødeset med stor spænding. Både Ellinor og de to andre bestod dog deres eksamen og fik straks efter eksaminationerne, der igen foregik i København, overrakt roser af rektor og borgmester Bresemann, der begge var i hovedstaden til lejligheden. Det lille, men glade selskab kørte bagefter til Tivoli, hvor de spiste middag, og borgmesteren holdt en tale for Nakskovs første hold af studenter - idet man ikke mente, at den enlige student fra året før kunne betegnes som et "hold".

### Senere karriere og ægteskab
1922-1923 studerede Ellinor engelsk handelskorrespondance i Skotland. 1923 blev hun cand.phil. og arbejdede derpå i de næste to år som  engelsk og dansk korrespondent i forsikringsselskabet Danske Lloyd. 9. august 1927 blev hun gift i Nakskov med proprietær Poul Leuning Nørgaard til Lundegaard ved Tune. Poul Nørgaard blev senere en flittig børnebogsforfatter, til dels under synonymet Ellinor Le Paul. Ellinor og Poul fik børnene Bente Vibeke i 1929 og Peter Christopher i 1933.

## OTA-bøgerne
Ellinor Boesen var forfatter til en lang række af historierne i den meget populære børnebogserie kaldet OTA-bøgerne, som OTA-fabrikkerne udgav i perioden 1924-1942 på Andreas Boesens initiativ. OTA-bøgerne omfattede i alt 160 bøger og blev med et samlet salg på ca. 1,2 millioner noget af mellemkrigstidens mest læste børnelitteratur. En stor del af historierne blev skrevet af Ulrikka Eleonora og hendes lillesøster Caja Gudrun under det fælles pseudonym Ada Hensel. De to søstre udviklede et sikkert greb om den særlige genre, som OTA-fortællingerne udviklede sig til som dramatiske, opdragende og oplysende historier, typisk med en klar morale og en lykkelig slutning.